# Attività mineraria in acque profonde
L'attività mineraria in acque profonde è un processo di estrazione dei minerali che avviene su un fondale oceanico. I siti minerari oceanici sono usualmente localizzati su vaste aree ricoperte di noduli polimetallici o sorgenti idrotermali attive o estinte, a profondità comprese fra 1 400 fino a 3 700 metri (4 600 fino a 12 100 ft) sotto la superficie dell'oceano. Le sorgenti idrotermali creano depositi di solfuri globulari o massicci, che contengono metalli industrialmente preziosi o ricercati come argento, oro, rame, manganese, cobalto e zinco. Questi depositi possono essere estratti utilizzando pompe idrauliche o sistemi a benna che portano il minerale in superficie per essere lavorato.
Come per tutte le operazioni minerarie, l'estrazione in acque profonde provoca perplessità per il suo impatto ambientale. Gruppi di difesa dell'ambiente come Greenpeace e la Deep Sea Mining Campaign sostengono che questa attività non dovrebbe essere consentita nella maggior parte degli oceani del mondo a causa dei danni agli ecosistemi delle profondità marine e dell'inquinamento da fluidi ricchi di metalli pesanti.

## Storia

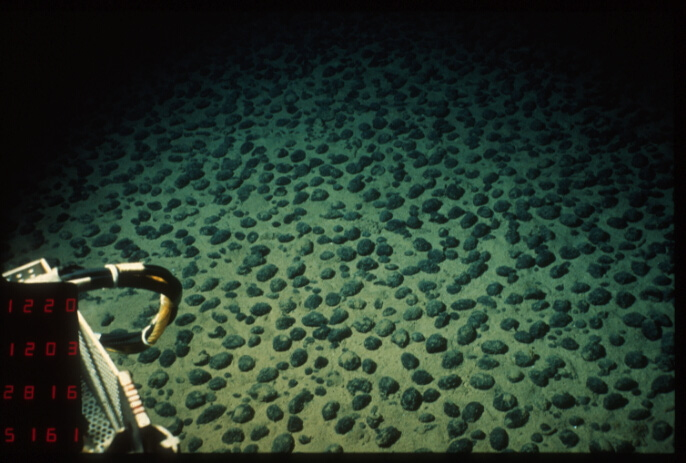
Distesa di noduli polimetallici sul fondale dell'Oceano Pacifico a livello dell'equatore

Negli anni '60 la possibilità dell'estrazione mineraria in acque profonde fu proposta dalla pubblicazione di Mineral Resources of the Sea di JL Mero. Il libro affermava che si potevano trovare scorte quasi illimitate di cobalto, nichel e altri metalli negli oceani del pianeta. Mero scrisse che questi metalli si rinvenivano nei depositi di noduli di manganese, che si trovano in forma di grumi compressi sul fondo del mare a una profondità di circa 5.000 m. Alcune nazioni, tra cui Francia, Germania e Stati Uniti, hanno inviarono navi di ricerca alla ricerca dei depositi di noduli. A posteriori le stime iniziali sulla redditività di questa estrazione in acque profonde si rivelarono molto esagerate. Questa sovrastima, insieme alla riduzione dei prezzi dei metalli,  portò all'abbandono quasi totale dell'estrazione mineraria di noduli nel 1982. Dagli anni '60 al 1984 si stima che in queste attività siano stati spesi 650 milioni di dollari, con poco o nessun ritorno economico. 
Nel secondo decennio del XXI secolo è iniziata una nuova fase dell'estrazione in acque profonde. La crescente domanda di metalli rari in Giappone, Cina, Corea e India ha spinto questi paesi alla ricerca di nuove fonti. L'interesse si è recentemente spostato verso le aree della crosta oceanica ricche in sorgenti idrotermali sottomarine come fonte di metalli invece dei fondali con noduli sparsi. La tendenza alla transizione energetica verso un'economia basata sull'elettricità, attualmente osservata nelle società occidentali, spinge ulteriormente la domanda dei metalli rari. L'attuale interesse per l'estrazione di noduli di fosfati sul fondo marino deriva dal fatto che i fertilizzanti artificiali a base di fosfati sono di importanza significativa per la produzione dell'industria agroalimentare intensiva.

## Attività di ricerca ed estrazione

### Papua Nuova Guinea

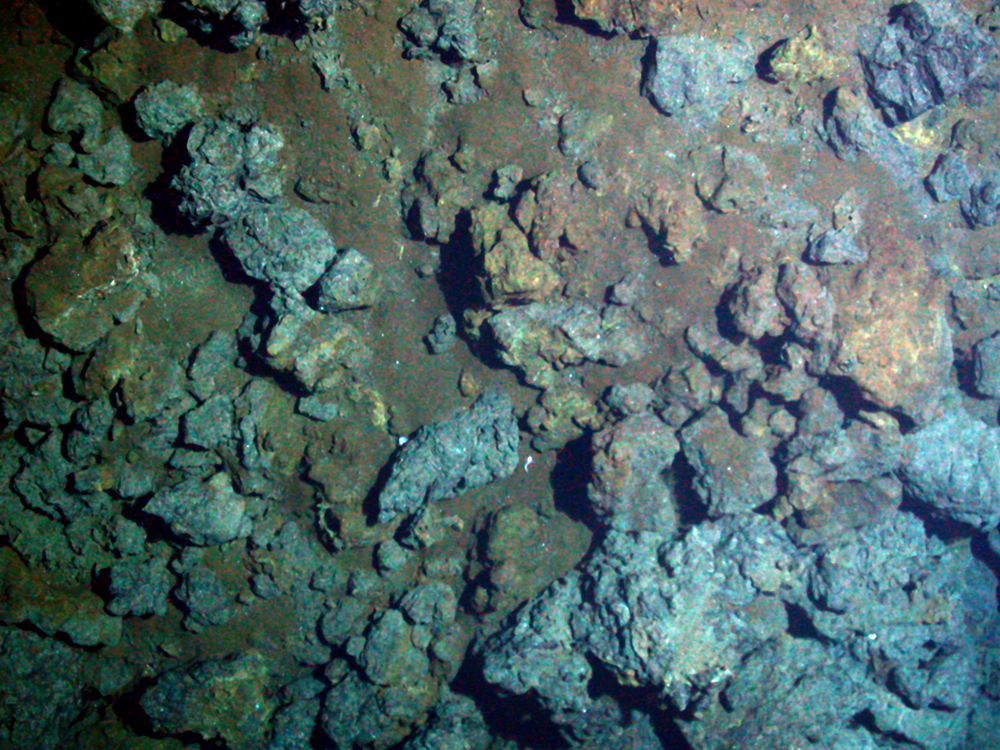
Incrostazioni mineralizzate di sedimenti nella vicinanza di una sorgente idrotermale sottomarine

Solwara 1 è un progetto di estrazione per un sito minerario che è stato scoperto nelle acque al largo della Papua Nuova Guinea, ove si trova un giacimento di rame-oro di alta qualità, che costituisce la prima risorsa al mondo nota di solfuro massiccio (SMS) del fondo marino. 
La miniera si trova a 1600 metri di profondità d'acqua nel mare di Bismarck, nella provincia della Nuova Irlanda. Utilizzando la tecnologia ROV (veicoli subacquei azionati a distanza) sviluppata dalla Soil Machine Dynamics con sede nel Regno Unito, la società Nautilus Minerals Inc. ha annunciare piani per iniziare la coltivazione sottomarina su vasta scala di depositi minerali. Tuttavia una disputa con il governo della Papua-Nuova Guinea ha ritardato i lavori che sono previsti iniziare all'inizio del 2018.

### Giappone
La prima estrazione al mondo "su larga scala" di giacimenti minerari idrotermali è stata effettuata dal Giappone in agosto-settembre 2017. La Japan Oil, Gas and Metals National Corporation (JOGMEC) ha effettuato questa estrazione utilizzando la nave di ricerca Hakurei. Questa estrazione mineraria è stata effettuata presso il campo idrotermale di "Izena" all'interno del bacino di retroarco idrotermale attivo noto come canale di Okinawa, che contiene 15 campi sorgenti idrotermali (o fumarole) in base all'inventario dell'InterRidge Vents Database.

### Norvegia
La dorsale oceanica Mohns Ridge, che separa le due placche oceaniche che formano i fondali dell'oceano Atlantico, e che si trova al confine fra il Mare di Norvegia e il mar di Groenlandia è stata soggetta a due spedizioni esplorative da parte della Norvegia, nel 2019 e 2020, allo scopo di mapparne minerariamente i fondali e raccoglierne sistematicamente dei campioni di minerali utilizzando sia Autonomous Underwater Vehicles (AUVs) che perforando con pozzi piccolo diametro utilizzando attrezzatura di tipo coil tubing

## Leggi e regolamenti

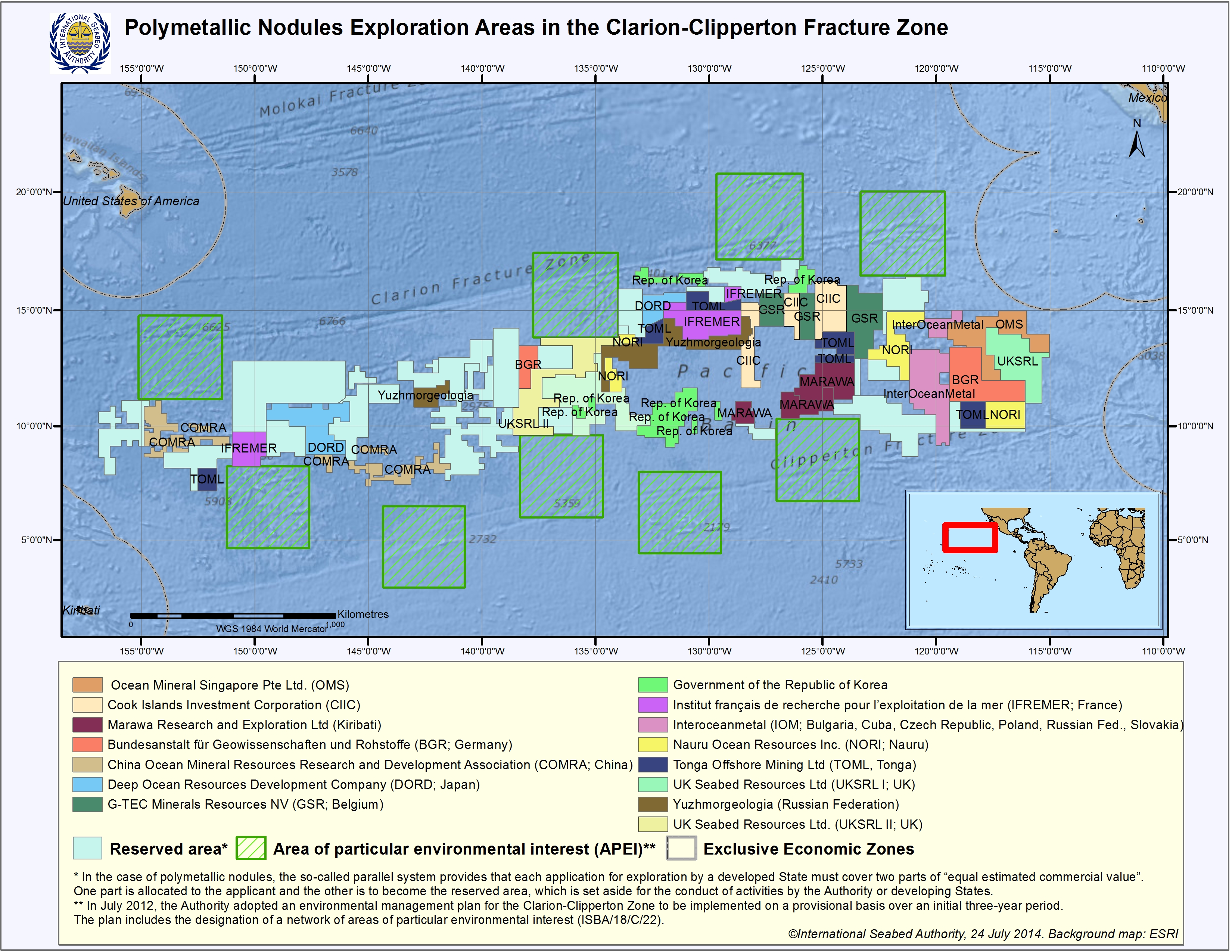
Permessi di ricerca accordati secondo ISA-2 nelle vicinanze della zona di frattura di Clarion nell'Oceano Pacifico

I regolamenti basati sul diritto internazionale sull'estrazione mineraria in acque profonde sono contenuti nelle Convenzioni delle Nazioni Unite sul diritto del mare (UNCLOS) dal 1973 al 1982, entrate in vigore nel 1994. La convenzione ha istituito la International Seabed Authority (ISA), che regola le attività minerarie nelle acque profonde delle nazioniche si estendono oltre la Zona Economica Esclusiva (ZEE) di ciascuna nazione ( 200 miglia nautiche (370 km) area circostante nazioni costiere). L'ISA richiede che le nazioni interessate all'estrazione mineraria esplorino due siti minerari uguali e ne consegnino uno all'ISA, insieme a un trasferimento di tecnologia mineraria per un periodo di 10-20 anni. Ciò sembrava ragionevole all'epoca della stipula della convenzione perché era opinione diffusa che l'estrazione di noduli sarebbe stata estremamente redditizia. Tuttavia, questi rigidi requisiti hanno condotto alcuni paesi industrializzati a rifiutarsi di firmare il trattato iniziale nel 1982.
Gli Stati Uniti rispettano il Deep Seabed Hard Mineral Resources Act, che era stato originariamente scritto nel 1980. Questa legislazione è ampiamente riconosciuta come una delle principali preoccupazioni degli Stati Uniti per la ratifica dell'UNCLOS.
All'interno delle singole ZEE degli stati nazionali lo sfruttamento minerario dei fondali marini è soggetto alla giurisdizione delle loro leggi nazionali. Nonostante lsiano state svolte estese esplorazioni sia all'interno che all'esterno delle ZEE, solo pochi paesi, in particolare la Nuova Zelanda, hanno stabilito un inquadramento legale e istituzionale per il futuro sviluppo dell'estrazione dei fondali marini.
La Papua Nuova Guinea è stato il primo paese a concedere un permesso per l'esplorazione di minerali nei fondali marini profondi. Il progetto Solwara 1 ha ottenuto la licenza e i permessi ambientali nonostante tre negative revisioni indipendenti sulla dichiarazione sull'impatto ambientale.
L'ISA ha recentemente organizzato un seminario in Australia in cui esperti scientifici, rappresentanti dell'industria, specialisti legali e accademici hanno lavorato per migliorare le normative esistenti e garantire che lo sviluppo dei minerali del fondo marino non causi danni gravi e permanenti all'ambiente marino.

## Risorse estraibili
Il mare profondo contiene molte risorse diverse disponibili per l'estrazione, tra cui argento, oro, rame, manganese, cobalto e zinco. Queste materie prime si trovano in varie forme sul fondo del mare.
Minerali e relative profondità
| Tipo di deposito minerale | Profondità media | Risorse rinvenute                                               |
| ------------------------- | ---------------- | --------------------------------------------------------------- |
| Noduli polimetallici      | 4.000 - 6.000 m  | Nichel, rame, cobalto e manganese                               |
| Croste di manganese       | 800 - 2.400 m    | Principalmente cobalto, un po' 'di vanadio, molibdeno e platino |
| Depositi di solfuro       | 1.400 - 3.700 m  | Rame, piombo e zinco oro e argento                              |

I diamanti vengono anche estratti dal fondo del mare dalla De Beers e altre imprese. Nautilus Minerals Inc e Neptune Minerals stanno progettando sfruttamenti minerari nelle acque al largo di Papua Nuova Guinea e Nuova Zelanda.

## Metodi di estrazione
I recenti progressi tecnologici hanno dato origine all'uso di veicoli telecomandati (ROV) per raccogliere campioni di minerali da potenziali siti minerari. Utilizzando perforatori e altri strumenti di taglio, i ROV prelevano campioni di roccia da analizzare dei minerali preziosi. Una volta individuato un sito, può essere allestita una nave o una stazione mineraria per sfruttare l'area.
Allo presente stato della tecnica ci sono due metodi principali,  per l'estrazione di minerali, considerati per le operazioni su larga scala: il sistema di benna a linea continua (CLB) e il sistema di aspirazione idraulico. Il sistema CLB è il metodo preferito per la raccolta dei noduli. Funziona in modo molto simile a un nastro trasportatore, che va dal fondo del mare alla superficie dell'oceano dove una nave o una piattaforma mineraria estrae i minerali desiderati e restituisce gli sterili all'oceano. L'estrazione per aspirazione idraulica richiede di abbassare un tubo sul fondo del mare che aspira e quindi convoglia i noduli alla nave mineraria. Un altro tubo che parte dalla nave dalla nave e arriva al fondo marino restituisce gli sterili all'area del sito minerario. 
Negli ultimi anni, le aree minerarie più promettenti sono state il bacino di Manus centrale e orientale intorno a Papua Nuova Guinea e il cratere di Conical Seamount a est. Queste aree hanno mostrato quantità promettenti di oro nei depositi di solfuro della zona (una media di 26 parti per milione). La profondità dell'acqua relativamente bassa di 1050 m, insieme alla vicinanza di un impianto di lavorazione dell'oro, lo rende un eccellente sito minerario.
L'andamento del valore di un progetto di estrazione in acque profonde può essere differenziato secondo le fasi del suo sviluppo. Durante le fasi di prospezione, esplorazione e valutazione delle risorse questo valore viene aggiunto ai beni immateriali, per le fasi di estrazione, lavorazione e distribuzione il valore aumenta in relazione al processo di produzione. C'è una fase intermedia quella dello sfruttamento con un impianto pilota, che potrebbe essere considerata come un passaggio inevitabile nel corso della variazione della classificazione da "risorse" a "riserve" del minerale rinvenuto, durante la quale si inizia il valore effettivo del progetto minerario.
La fase di esplorazione prevede operazioni come identificazione,  localizzazione, rilevamento del fondale marino e suo campionamento utilizzando tecnologie quali ecoscandagli, sonar a scansione laterale, fotografia a traino profondo, ROV, AUV. La valutazione delle risorse comprende anche l'esame dei dati nel contesto della potenziale fattibilità tecnica ed economica dell'estrazione.
La lavorazione del minerale comprende le operazioni di estrazione effettiva, il trasporto verticale in superficie del materiale, lo stoccaggio, lo scarico, il trasporto, la lavorazione metallurgica per i prodotti finali. A differenza della fase esplorativa, il valore del materiale estratto aumenta dopo ogni operazione sul materiale lavorato e venduto al mercato dei metalli. La logistica coinvolge tecnologie analoghe a quelle applicate nelle miniere terrestri. Questo è anche il caso della lavorazione metallurgica, sebbene la composizione minerale ricca e polimetallica, che distingue i minerali marini dai suoi analoghi terrestri, richieda un trattamento speciale del minerale grezzo. Il monitoraggio e l'analisi dell'impatto ambientale è concentrata su eventuali perdite del sistema di estrazione mineraria, nuvole torbide di sedimenti, disturbi all'ambiente bentonico e l'analisi delle aree interessate dall'azione diretta dei macchinari del fondo marino. Questa attività prevede un esame dei disturbi in prossimità del fondo marino, nonché dei disturbi in prossimità della superficie. Le osservazioni includono confronti di condizioni standard per una corretta valutazione d'impatto quantitative per garantire la sostenibilità del processo minerario.

## Impatto ambientale
Le aree con noduli polimetallici sono zone con abbondanza e diversità per una fauna abissale altamente vulnerabile. Poiché l'estrazione mineraria in acque profonde è un campo relativamente nuovo, le conseguenze complete delle operazioni minerarie su questo ecosistema sono sconosciute. Tuttavia, i ricercatori ritengono che la rimozione di parti del fondale marino comporterà disturbi allo strato bentonico, aumento della tossicità della colonna d'acqua e nuvole di acqua torbida dallo scarico degli sterili. La rimozione di parti del fondale marino disturba l'habitat degli organismi bentonici, con effetti a lungo termine sconosciuti. A parte l'impatto diretto dell'estrazione mineraria nell'area, ricercatori e attivisti ambientali hanno sollevato preoccupazioni su perdite, sversamenti e corrosione che alterano la composizione chimica dell'area mineraria.
Tra gli impatti dell'estrazione in acque profonde, le nuvole torbide di sedimenti hanno un impatto maggiore. Queste nuvole sono causate quando gli sterili provenienti dall'estrazione mineraria (solitamente particelle fini) vengono scaricati nell'oceano, creando una nuvola di particelle che galleggiano nell'acqua. Si possono verificare due tipi di nuvole: nuvole di prossimità di fondo e nuvole di superficie. Le nuvole di prossimità si formano quando gli sterili vengono pompati nuovamente nel sito minerario. Le particelle galleggianti aumentano la torbidità, o torbidezza, dell'acqua, intasando gli apparati filtranti utilizzati dagli organismi bentonici. Le nuvole di superficie causano un diverso problema. A seconda delle dimensioni delle particelle e delle correnti d'acqua, queste si diffondono su vaste aree  impattando sullo zooplancton e sulla penetrazione della luce nella colonna d'acqua, influenzando a sua volta la rete alimentare dell'area.
Una specie rara di gasteropode Chrysomallon squamiferum detta" lumaca dai piedi squamosi", è diventata la prima specie a essere minacciata a causa della estrazione in acque profonde.

## Controversie
Un articolo dell'Harvard Environmental Law Review nell'aprile 2018 ha sostenuto che "la 'nuova corsa globale all'oro' dell'estrazione mineraria in acque profonde condivide molte caratteristiche con le traversie passate per le risorse, tra cui un generale disprezzo per gli impatti ambientali e sociali e l'emarginazione delle popolazioni indigene e i loro diritti". L'emanazione del Foreshore and Seabed Act (2004) ha acceso la feroce opposizione indigena in Nuova Zelanda, poiché la rivendicazione del fondale marino per la Corona, al fine di aprirlo all'estrazione mineraria, è in conflitto con le rivendicazioni dei Maori sulle loro terre native, che hanno protestato contro l'Atto definito come un "furto di mare" (sea grab). Successivamente, questo atto è stato rigettato dopo che un'indagine della Commissione per i diritti umani delle Nazioni Unite ha confermato l'accusa di discriminazione. La legge è stata successivamente abrogata e sostituita con il disegno di legge sull'area marina e costiera (2011). Tuttavia, continuano i conflitti tra la sovranità indigena e l'estrazione dei fondali marini. Organizzazioni come la Deep Sea Mining Campaign e l'Alliance of Solwara Warriors, che comprende 20 comunità nel Mar di Bismark e Salomone, sono esempi di organizzazioni che stanno cercando di vietare l'estrazione dal fondale marino in Papua Nuova Guinea, dove è previsto il progetto Solwara 1, e nel Pacifico. Queste sostengono principalmente che il processo decisionale sull'estrazione mineraria in acque profonde non ha adeguatamente affrontato il libero consenso informato e preventivo delle comunità colpite e non hanno aderito al principio di precauzione, una regola proposta dalla Carta mondiale delle Nazioni Unite per la natura del 1982, che modella il quadro normativo dell'ISA per sfruttamento minerario delle profondità marine.